# Carolina Beatriz Ângelo
Carolina Beatriz Ângelo (São Vicente, Guarda; 16 de abril de 1878-Lisboa, 3 de octubre de 1911) fue una médica y feminista portuguesa. Fue la primera mujer en ejercer el derecho a sufragar de la Primera República Portuguesa, en las elecciones de la Asamblea constituyente de 1911, utilizando a su favor una laguna jurídica.

## Biografía

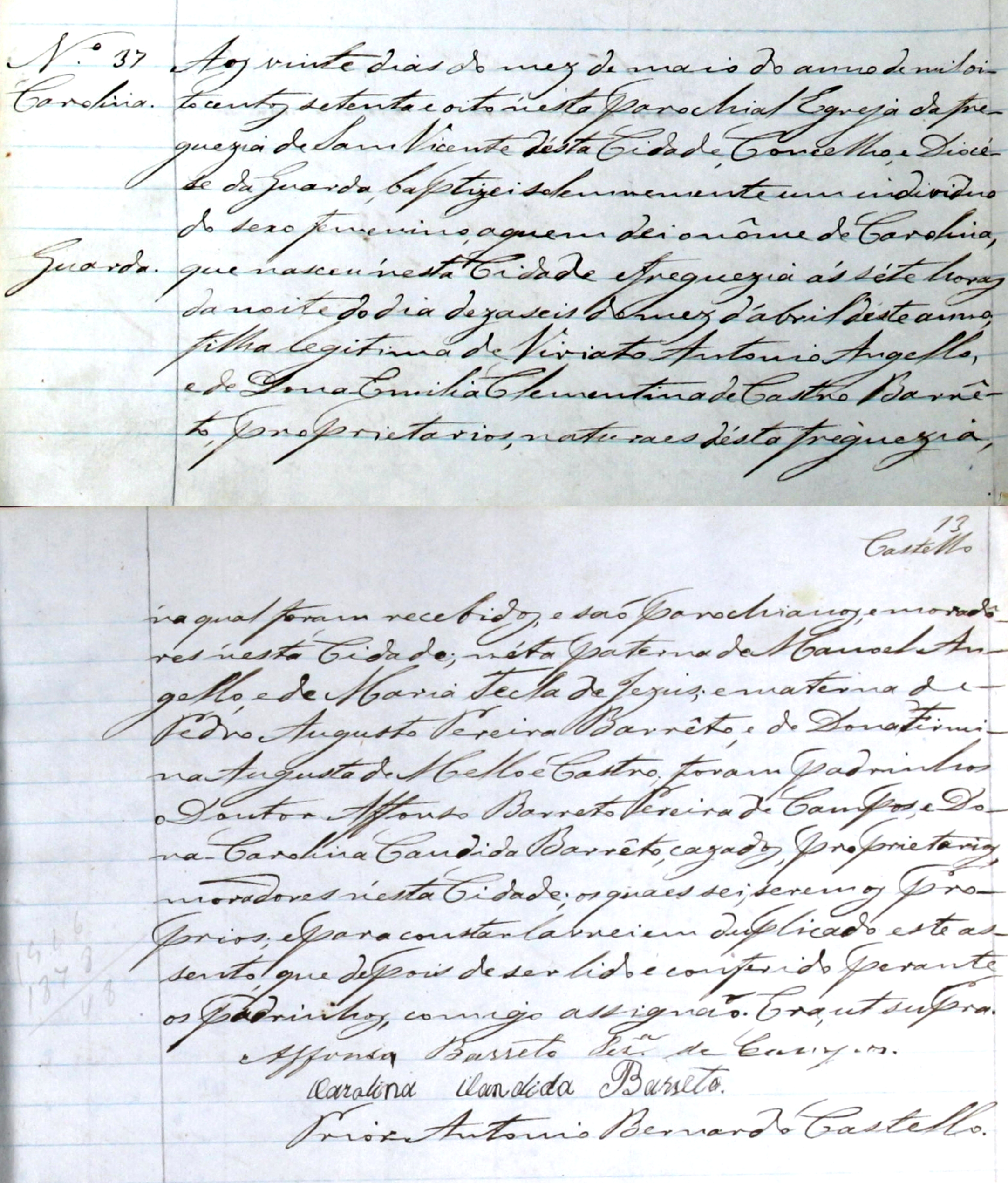
Registro de bautismo de Carolina Beatriz Ângelo.

Carolina Beatriz Ângelo nació en Guarda, en 1877, segunda de cuatro hijos del periodista Viriato António Ângelo y de Emília Clementina de Castro Barreto. En su ciudad natal realizó sus estudios primarios y secundarios en el Liceo Nacional de Guarda y, finalizados esos estudios, se matriculó en la Escuela Politécnica durante dos años, y luego en la Escuela Médica de Lisboa durante cinco años. Allí se graduó como licenciada en medicina el 9 de enero de 1902. Ese mismo año se casó con su primo, el doctor Januário Gonçalves Barreto Duarte, quien fue uno de los fundadores de la Liga Portuguesa de Fútbol y activista republicano. Fue considerada como la primera médica mujer portuguesa en operar en el Hospital de São José. También trabajó en el Hospital de Rilhafoles con Adelaide Cabete, especializándose más tarde en ginecología.

### Activismo

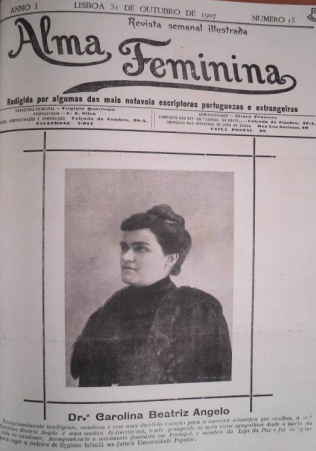
Publicación del 31 de octubre de 1907 de la revista Alma Feminina, sobre Carolina Beatriz Ângelo.

Inició la militancia cívica en 1907, en conjunto con otras cuatro médicas —Adelaide Cabete, Domilia de Carvalho, Emília Patacho y Maria do Carmo Lopes—, uniéndose a movimientos femeninos a favor de la paz y de la implementación en Portugal de la forma de gobierno republicana y de la masonería. Se integraron al Comité Portugués de la agremiación francesa La Paix et le Désarmement par les Femmes,  conformando la junta, en la cual requerían que la resolución de las controversias internacionales se arbitrara exclusivamente por mujeres. Meses después se unió a la Logia Humanidades, con el nombre simbólico de Lígia. Así, Carolina Beatriz Ângelo, junto con Ana de Castro Osório, Adelaide Cabete y Maria Veleda fueron parte del grupo que convocó a muchas otras mujeres al campo republicano.
Ângelo se convirtió en defensora de los derechos de la mujer, y principalmente del derecho a votar. El movimiento de las «sufragistas», como se denominaba a quienes reclamaban ese derecho, se esparció por toda Europa; Nueva Zelanda había sido el primer país en concederlo en 1893. Carolina se destacó en 1908 como militante de la Liga Republicana de mujeres (Liga Republicana das Mulheres), que reivindicaba derechos y deberes iguales para ambos sexos, y como fundadora y presidenta de la Asociación de propaganda feminista (Associação de Propaganda Feminista). Un año después, Carolina abandona junto con Adelaide Cabete la primera debido a un giro radical en la ideología de la liga. En su paso por la misma, se destacan la participación en la campaña para la discusión y aprobación de la Ley de Divorcio en el Parlamento, y la colaboración con Adelaide Cabete en la confección de banderas republicanas, por pedido expreso de Miguel Bombarda antes de morir, que se izó durante la revolución del 5 de octubre de 1910.
Después de establecerse la Primera República Portuguesa, continuó con su defensa republicana y feminista a un ritmo tan vertiginoso, que murió de un ataque al corazón el 3 de octubre de 1911, a los 33 años de edad, luego de una reunión durante la noche en la Asociación de propaganda feminista, dejando huérfana a su hija de 8 años. Fue sepultada en el Cemitério dos Prazeres. (1903-1981).

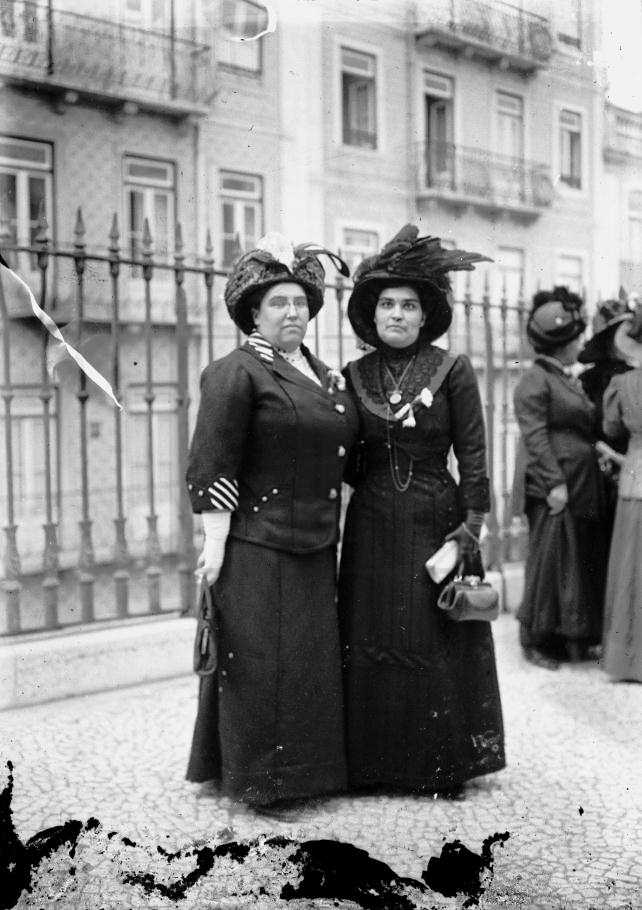
La presidenta de la Liga de sufragistas portuguesas, Ana de Castro Osório (izquierda), junto a Carolina Beatriz Ângelo (derecha), en 1911.

## Lucha por el derecho al sufragio femenino
La primera ley electoral de la República Portuguesa reconocía el derecho a votar de «ciudadanos portugueses con más de 21 años, que sepan leer y escribir y sean jefes de familia». Carolina Ângelo vio en esta redacción una oportunidad de torcerla a su favor, dado que, gramaticalmente, el plural masculino de las palabras incluidas es femenino y masculino. 
Estando viuda y con una hija menor a su cargo, teniendo más de 21 años y educada en los liceos, se permitió reclamarle al presidente de la comisión censal del 2º distrito de Lisboa el derecho a ser considerada «jefe de familia». La demanda fue rechazada por la comisión, lo que la llevó a presentar un recurso en el tribunal de justicia, argumentando que la ley no excluía expresamente a las mujeres. El 28 de abril de 1911, el juez João Baptista de Castro resolvió:

«Excluir a mulher (…) só por ser mulher (…) é simplesmente absurdo e iníquo e em oposição com as próprias ideias da democracia e justiça proclamadas pelo partido republicano. (…) Onde a lei não distingue, não pode o julgador distinguir (…) e mando que a reclamante seja incluida no recenseamento eleitoral.»
«Excluir a la mujer (…) sólo por ser mujer (…) es simplemente absurdo e injusto y contrario a las propias ideas de democracia y justicia proclamadas por el partido Republicano. (…) Cuando la ley no distingue, el juez no puede distinguir (…) y mando a que la reclamante sea incluida en el recensamiento electoral.»
Juez João Baptista de Castro

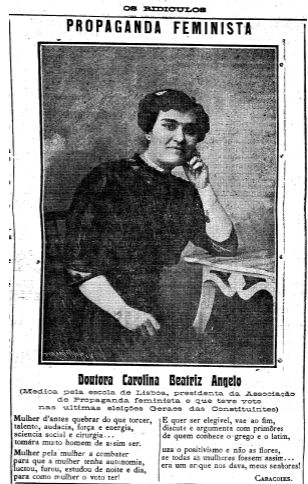
Periódico Os Ridículos, 16 de agosto de 1911.

El 28 de mayo de 1911 se convirtió entonces en la primera mujer en ejercer el derecho al voto de la reciente república, en las elecciones constituyentes. Sin embargo Ângelo tuvo un pequeño incidente, que fue reproducido por el diario A Capital: 

«Al final de la primera llamada, el presidente de la asamblea de voto, Sr. Constâncio de Oliveira, consultó a la mesa sobre si debería o no aceptar mi voto, una consulta realmente extravagante, porque, al ser sometido en virtud de una decisión judicial, no tenía poder para inmiscuirse en el asunto.»
Carolina Beatriz Ângelo, diario A Capital.

Su gesto se traduciría en un retroceso inmediato de la ley que impedía el sufragio femenino a futuro: el Código Electoral de 1913 establecía que «son electores de cargos legislativos o ciudadanos portugueses de sexo masculino mayores de 21 años o que cumplan esa edad al término de las operaciones de recensamiento, que estén en pleno gozo dos sus derechos civiles y políticos, sepan leer y escribir português, residan en el territorio de la República Portuguesa».

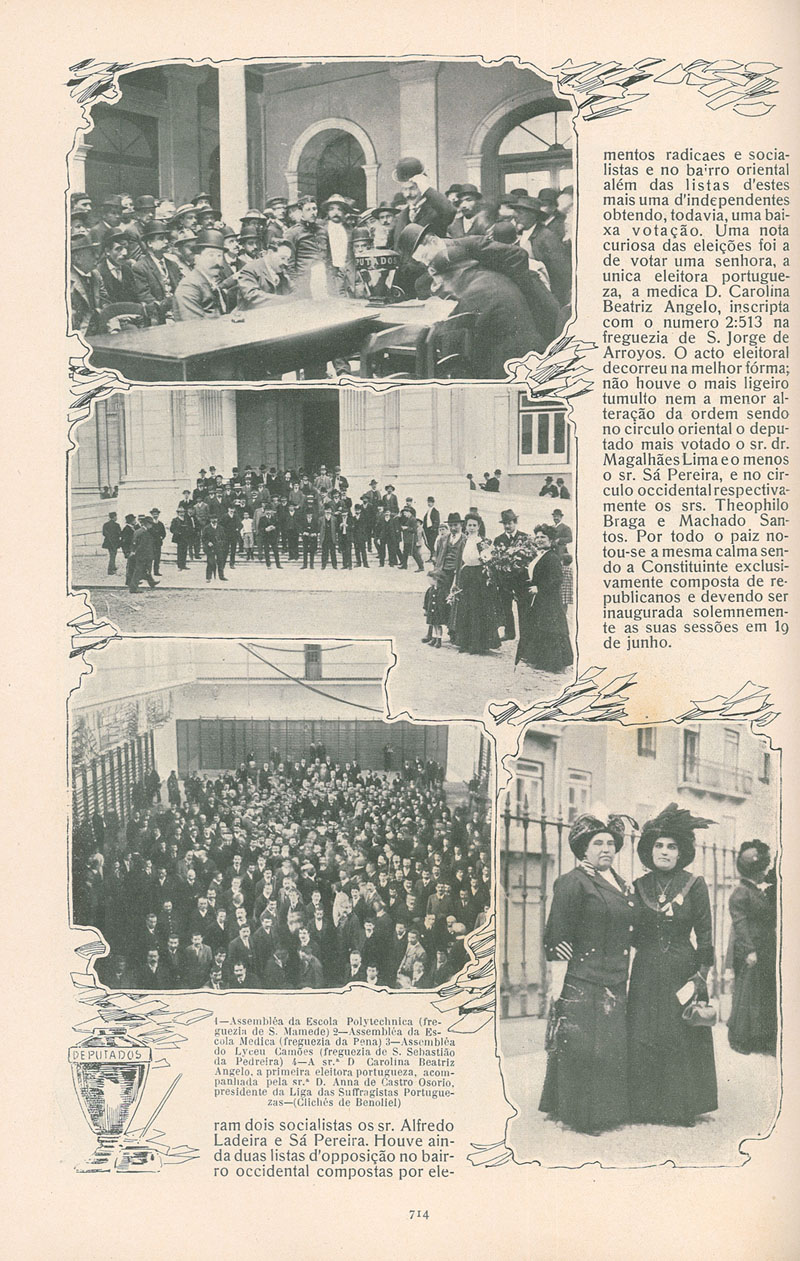
Reseña periodística titulada "Estão eleitas as constituintes: A eleição em Lisboa" sobre Carolina Beatriz Ângelo en las elecciones, periódico O Seculo, 5 de junio de 1911.

### Legado
Las mujeres portuguesas pudieron votar recién en el año 1931, tras ser concedido el derecho a voto, aunque con restricciones: solamente podían votar quienes hayan tenido educación secundaria o superior, mientras que para los hombres bastaba saber leer y escribir.
La ley electoral de mayo de 1946 extendió el derecho de voto a los hombres analfabetos y que pagasen al Estado al menos 100 escudos portugueses de impuestos y también a las mujeres jefas de familia y a las casadas que sepan leer y escribir, tuviesen bienes propios y pagasen al menos 200 escudos de contribución.
En diciembre de 1968 fue reconocido el derecho de voto político a las mujeres, aunque los Consejos Parroquiales continuaron siendo elegidos solo por los jefes de familia. Desde el 25 de abril de 1974 se suprimieron todas las restricciones a la capacidad electoral de los ciudadanos por razón de género.

## Homenajes
En forma de homenaje, algunos sitios en Portugal llevan el epónimo de Carolina Beatriz Ângelo, como una plaza en Famões, una calle y una escuela EB2,3 de la ciudad de Guarda, y un hospital público en Loures.